# Osttimoresische Alpine Skimeisterschaft 2017
Die offene Osttimoresische Alpine Skimeisterschaft 2017 fand am 8. Februar 2017 im bosnischen Pale statt. Die Rennen wurden am Berg Ravna planina ausgeführt und waren Teil des offiziellen Rennkalenders der Fédération Internationale de Ski. Es waren die ersten Meisterschaften Osttimors in einer Wintersportart. Sie mussten im Ausland stattfinden, da es in dem Land nahe dem Äquator keinen Schnee gibt.

## Übersicht
Bei dem Wettbewerb traten 24 Teilnehmer aus Osttimor, Israel, Polen, Bosnien und Herzegowina, Montenegro, Serbien, Slowenien, Mexiko, Deutschland und Italien an. Gefahren wurden zwei Slalomrennen. Nur Männer nahmen daran teil.
Osttimors bisher einziger Teilnehmer an Olympischen Winterspielen und einziger Teilnehmer beim Wettbewerb Yohan Goutt Goncalves kam nach den beiden Läufen zur Meisterschaft auf Platz 11, bei den Juniorenmeisterschaften auf Platz 17.

## Ergebnisse

### Landesmeisterschaft der Männer
| Platz | Name                                           | Zeit 1. Lauf             | Zeit 2. Lauf             | Zeit gesamt              |
| ----- | ---------------------------------------------- | ------------------------ | ------------------------ | ------------------------ |
| 01    | Jedrzej Jasiczek ( Polen)                      | 0:45,42 min              | 0:44,43 min              | 1:29,85 min              |
| 02    | Itamar Biran ( Israel)                         | 0:44,80 min              | 0:45,62 min              | 1:30,42 min              |
| 03    | Filip Mlinsek ( Slowenien)                     | 0:45,80 min              | 0:45,45 min              | 1:31,25 min              |
| 04    | Eldar Salihovic ( Montenegro)                  | 0: 45,76 min             | 0:46,35 min              | 1:32,11 min              |
| 05    | Alex Hofer ( Italien)                          | 0:45,07 min              | 0:48,05 min              | 1:33,12 min              |
| 06    | Florian Loire ( Frankreich)                    | 0:47,58 min              | 0:47,06 min              | 1:34,64 min              |
| 07    | Sasha Cadariu ( Deutschland)                   | 0:47,28 min              | 0:47,72 min              | 1:35,00 min              |
| 08    | Vedran Selak ( Bosnien und Herzegowina)        | 0:49,01 min              | 0:49,24 min              | 1:38,25 min              |
| 09    | Matin Kamenica ( Bosnien und Herzegowina)      | 0:52,02 min              | 0:51,53 min              | 1:43,55 min              |
| 010   | Tarik Pilav ( Bosnien und Herzegowina)         | 0:51,95 min              | 0:51,71 min              | 1:43,66 min              |
| 011   | Yohan Goutt Goncalves ( Osttimor)              | 0:53,74 min              | 0:52,86 min              | 1:46,60 min              |
| 012   | Hubertus von Hohenlohe ( Mexiko)               | 0:54,52 min              | 0:53,94 min              | 1:48,46 min              |
| 013   | Miha Kürner ( Slowenien)                       | 1:19,00 min              | 0:44,09 min              | 2:03,09 min              |
| -     | Michał Jasiczek ( Polen)                       | ausgeschieden im 2. Lauf | ausgeschieden im 2. Lauf | ausgeschieden im 2. Lauf |
| -     | Mathieu Avent ( Vereinigtes Königreich)        | ausgeschieden im 1. Lauf | ausgeschieden im 1. Lauf | ausgeschieden im 1. Lauf |
| -     | Strahinja Đokanović ( Bosnien und Herzegowina) | ausgeschieden im 1. Lauf | ausgeschieden im 1. Lauf | ausgeschieden im 1. Lauf |
| -     | Dino Terzić ( Bosnien und Herzegowina)         | ausgeschieden im 1. Lauf | ausgeschieden im 1. Lauf | ausgeschieden im 1. Lauf |
| -     | Bojan Kosić ( Montenegro)                      | ausgeschieden im 1. Lauf | ausgeschieden im 1. Lauf | ausgeschieden im 1. Lauf |
| -     | Raso Jevremovic ( Serbien)                     | ausgeschieden im 1. Lauf | ausgeschieden im 1. Lauf | ausgeschieden im 1. Lauf |
| -     | Ilija Savic ( Bosnien und Herzegowina)         | nicht gestartet          | nicht gestartet          | nicht gestartet          |
| -     | Alejandro Zaga Masri ( Mexiko)                 | nicht gestartet          | nicht gestartet          | nicht gestartet          |
| -     | Rodolfo Dickson ( Mexiko)                      | nicht gestartet          | nicht gestartet          | nicht gestartet          |
| -     | Jakub Tabaszewski ( Polen)                     | nicht gestartet          | nicht gestartet          | nicht gestartet          |

### Landesjuniorenmeisterschaft
| Platz | Name                                           | Zeit 1. Lauf    | Zeit 2. Lauf    | Zeit gesamt     |
| ----- | ---------------------------------------------- | --------------- | --------------- | --------------- |
| 01    | Jedrzej Jasiczek ( Polen)                      | 0:44,12 min     | 0:44,42 min     | 1:28,54 min     |
| 02    | Eldar Salihovic ( Montenegro)                  | 0:44,66 min     | 0:44,78 min     | 1:29,44 min     |
| 03    | Itamar Biran ( Israel)                         | 0:45,22 min     | 0:45,12 min     | 1:30,34 min     |
| 04    | Raso Jevremovic ( Serbien)                     | 0:46,27 min     | 0:44,11 min     | 1:30,38 min     |
| 05    | Filip Mlinsek ( Slowenien)                     | 0:45,18 min     | 0:45,26 min     | 1:30,44 min     |
| 06    | Miha Kürner ( Slowenien)                       | 0:44,82 min     | 0:46,57 min     | 1:31,39 min     |
| 07    | Alex Hofer ( Italien)                          | 0:43,10 min     | 0:48,54 min     | 1:31,64 min     |
| 08    | Sasha Cadariu ( Deutschland)                   | 0:46,22 min     | 0:45,57 min     | 1:31,79 min     |
| 09    | Florian Loire ( Frankreich)                    | 0:46,53 min     | 0:46,28 min     | 1:32,81 min     |
| 010   | Michał Jasiczek ( Polen)                       | 0:43,42 min     | 0:50,25 min     | 1:33,67 min     |
| 011   | Strahinja Đokanović ( Bosnien und Herzegowina) | 0:48,52 min     | 0:47,36 min     | 1:35,88 min     |
| 012   | Vedran Selak ( Bosnien und Herzegowina)        | 0:47,98 min     | 0:48,04 min     | 1:36,02 min     |
| 013   | Mathieu Avent ( Vereinigtes Königreich)        | 0:48,85 min     | 0:48,12 min     | 1:36,97 min     |
| 014   | Dino Terzić ( Bosnien und Herzegowina)         | 0:50,18 min     | 0:48,02 min     | 1:38,20 min     |
| 015   | Bojan Kosić ( Montenegro)                      | 0:50,45 min     | 0:48,29 min     | 1:38,74 min     |
| 016   | Tarik Pilav ( Bosnien und Herzegowina)         | 0:51,03 min     | 0:50,03 min     | 1:41,06 min     |
| 017   | Yohan Goutt Goncalves ( Osttimor)              | 0:51,48 min     | 0:49,90 min     | 1:41,38 min     |
| 018   | Matin Kamenica ( Bosnien und Herzegowina)      | 0:51,11 min     | 0:50,77 min     | 1:41,88 min     |
| 019   | Hubertus von Hohenlohe ( Mexiko)               | 0:53,45 min     | 0:52,22 min     | 1:45,67 min     |
| -     | Ilija Savic ( Bosnien und Herzegowina)         | nicht gestartet | nicht gestartet | nicht gestartet |
| -     | Alejandro Zaga Masri ( Mexiko)                 | nicht gestartet | nicht gestartet | nicht gestartet |
| -     | Rodolfo Dickson ( Mexiko)                      | nicht gestartet | nicht gestartet | nicht gestartet |
| -     | Jakub Tabaszewski ( Polen)                     | nicht gestartet | nicht gestartet | nicht gestartet |